# Stoomwet
De Stoomwet was een in 1824 voor het eerst opgestelde Nederlandse wet waarin veiligheidsvoorschriften omtrent stoomketels en stoommachines werden geregeld. De wet is herzien in 1868, 1896, 1939 en ten slotte op 15 maart 1953. De wet is per 1 januari 2008 ingetrokken. De opvolger van de Stoomwet en het daaruit voortvloeiende Stoombesluit is de Richtlijn 97/23/EG, ook wel aangeduid met Richtlijn Drukapparatuur. Hierin is de nationale wetgeving in Europa geharmoniseerd.
De invoering van de wet hing samen met de opkomst van de stoommachine in Nederland en de risico's die met ondeugdelijke apparatuur, slecht onderhoud en ondeskundige of onzorgvuldige bediening ervan samenhingen.

## Uitvoering van de Stoomwet
De inspectie van de machines werd aanvankelijk uitgevoerd door de Dienst van het Stoomwezen, dat was onderverdeeld in een aantal districten verspreid over het land. Het aantal districten en de districtsgrenzen zijn in de loop van de tijd veranderd. In de tweede helft van de negentiende eeuw rapporteerden inspecteurs van deze dienst, zoals Arnold de Vries Robbé, echter ook over de vaak slechte arbeidsomstandigheden in de fabrieken. Dit leidde uiteindelijk tot nieuwe wetgeving hieromtrent.

## Privatisering van het Stoomwezen
Tot de privatisering was het Stoomwezen onderdeel van het Directoraat-generaal van de Arbeid. In 1994, na een proces van twaalf jaar, is het Stoomwezen geprivatiseerd. Het is overgenomen door Lloyd's Register en maakt deel uit van Lloyd's Register Energy Nederland. Het is in 2012 een van de zes aangemelde instanties voor de uitvoer van de Richtlijn Drukapparatuur. Uitvoering van deze richtlijn valt onder verantwoordelijkheid van het Ministerie van Sociale Zaken en Werkgelegenheid.
Overzicht van aangemelde instanties (Notified Bodies) voor de uitvoer van de Richtlijn Drukapparatuur:
- Vinçotte - Breda, NoBo nr. 0954
- Energie Consult Holland - Ede, NoBo nr. 1242
- KIWA - Rijswijk, NoBo nr. 0620
- Lloyds Register - Rotterdam, NoBo nr. 0343
- Det Norske Veritas - Rotterdam, NoBo nr. 0427
- Bureau Veritas - Amersfoort, NoBo nr. 1117